# 南肯特 (康乃狄克州)
南肯特（英語：South Kent）是位於美國康乃狄克州利奇菲爾德縣的一個村落。該地的面積和人口皆未知。

## 地理
南肯特的座標為41°42′01″N 73°26′49″W / 41.70028°N 73.44694°W，而該地的平均海拔高度為125米（即410英尺）。